# Forces armées nigériennes

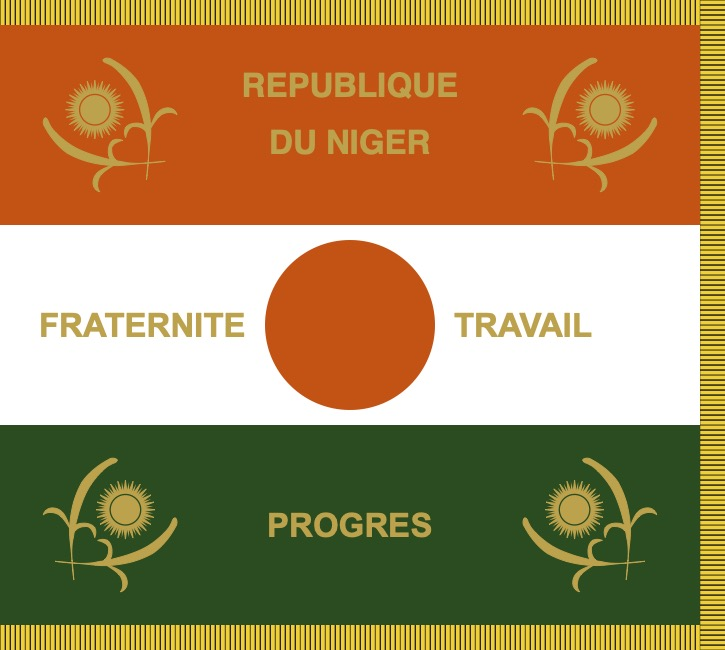
Drapeau des Forces armées nigériennes.

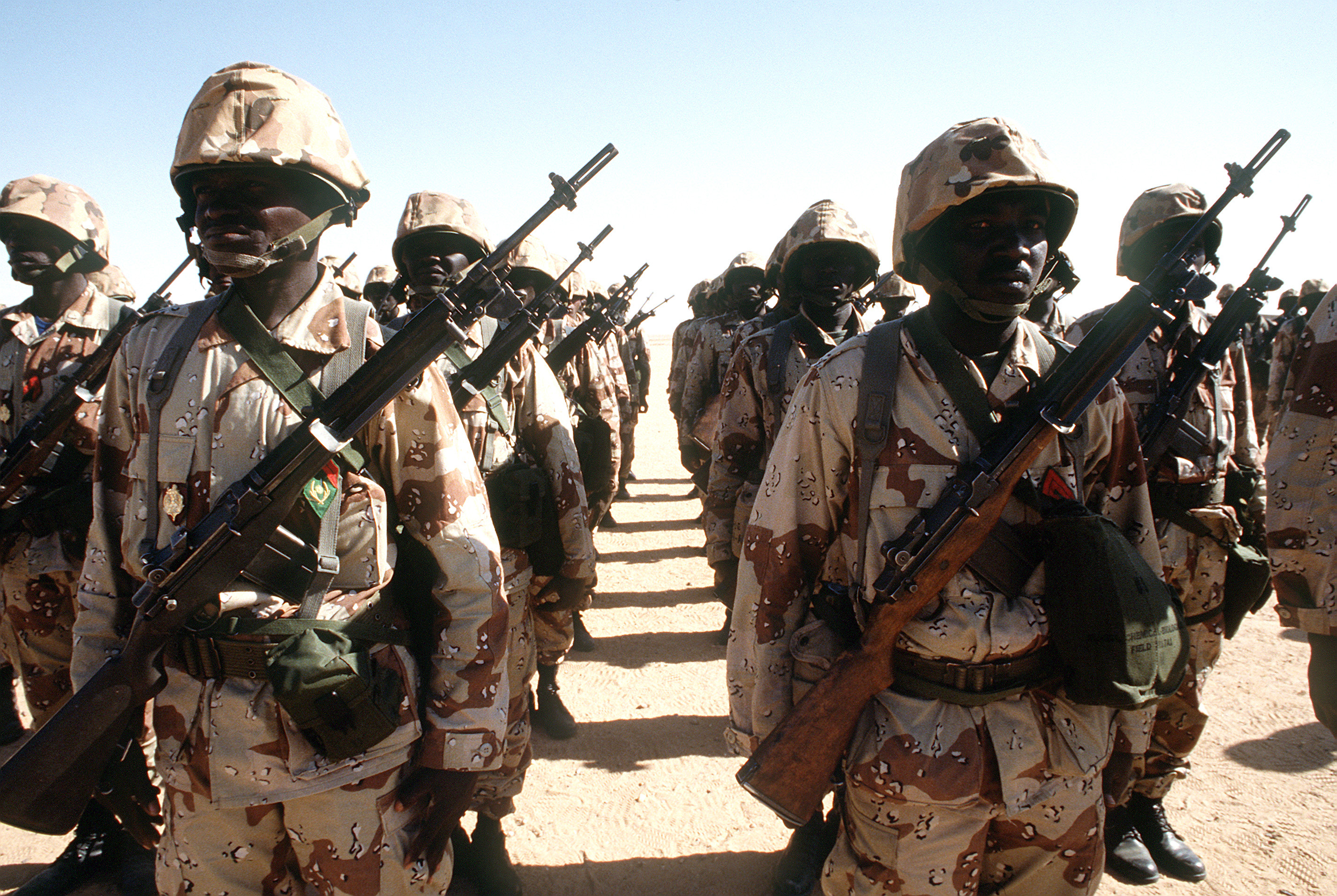
Soldats des forces armées nigériennes lors de la guerre du Golfe de 1991 armés de M14.

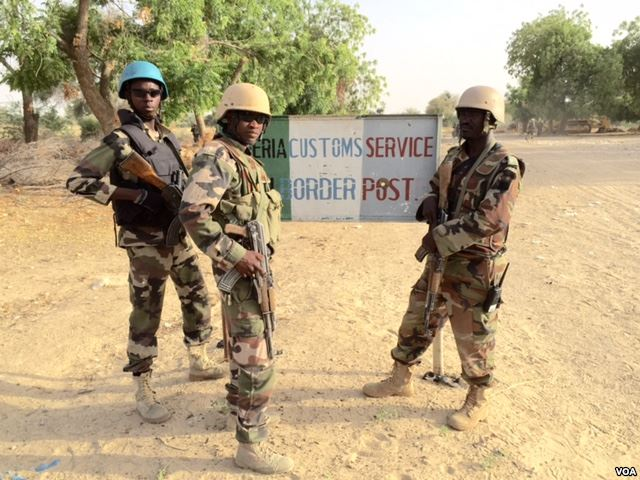
Militaires de l'armée nigérienne à Diffa en mars 2015. Ils sont dotés de Kalachnikov (celui de droite portant un fusil type 56).

Les forces armées nigériennes (FAN) regroupent les forces paramilitaires (Garde Nationale) et militaires du Niger (Gendarmerie incluse).
Le 25 février 2022, le président Mohamed Bazoum annonce vouloir  atteindre 50 000 soldats d’ici 2025 et déclare « Nous sommes à 30 000. Quand nous sommes venus, ils étaient 11 000 ». Au total, les personnels engagés en opération, sur tout le territoire, sont au nombre de 11 761.

## Historique
Elles ont notamment participé à la lutte contre la rébellion touarègue qui frappa le pays et l'État voisin du Mali de 2007 à 2009. En 2013, le Niger envoie 500 hommes au Mali dans le cadre de l'insurrection touareg et islamiste qui frappe ce pays (Mission internationale de soutien au Mali sous conduite africaine). Depuis janvier 2015, elle participe à la lutte contre l’insurrection de Boko Haram.
La France, les États-Unis, la Chine, l'Algérie et le Maroc sont les principaux fournisseurs étrangers de l'armée nigérienne.

## Armée de terre
Au Niger, les unités méharistes modernes sont dans la garde nationale, anciennes forces nationales d’intervention et de sécurité (FNIS) depuis 2011, et héritière de la garde républicaine du Niger dans laquelle avait été intégrée une partie des rebelles touaregs nigériens après les accords de paix de 1995-1997.

## Force aérienne
L'armée de l'air nigérienne est devenue une arme indépendante en 2003. Elle a notamment reçu deux Su-25 achetés en partie par la France en février 2013 et les États-Unis fournissent un Cessna 208B de reconnaissance acheté en septembre 2014. Deux avions de transport C-130H d'occasion sont donnés en 2021 par les États-Unis.
Anciennes bases militaires étrangères :
- L'United States Air Force agrandit depuis 2015 la base aérienne 201 sur l'aéroport international d'Agadez[6].
- La base aérienne projetée 101 Niamey de l'armée française est fermée depuis le 22 décembre 2023.

## Missions de maintien de la paix
En 1991, les FAN ont envoyé un contingent de 400 hommes lors de l'intervention des forces de la Coalition contre l'Irak pendant la guerre du Golfe.
De 1999 à nos jours, les FAN étaient déployées dans le cadre des missions suivantes :
- Economic Community of West African States Cease-fire Monitoring Group  : Liberia, Guinée-Bissau
- Union africaine : Burundi (MIOB), Comores (MIOC), Côte d'Ivoire (MICECI), Mali (MISMA)
- ONU : Arabie saoudite (guerre d'Irak), Rwanda (MINURCA), Congo (MONUC), Côte d'Ivoire (MINUCI), Côte d'Ivoire (ONUCI), Mali (MINUSMA)
- Force multinationale mixte : lutte régionale conjointe contre Boko Haram

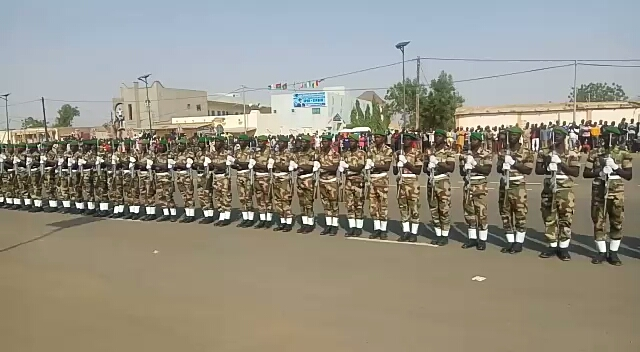
Défilé militaire à Zinder, lors de la fête de la République

## Personnalité
La militaire Haïssa Mariko, connue sous le nom de Haïssa Hima, est en 1967 la première femme parachutiste du Niger.